# Thalía con banda: Grandes éxitos
Thalía con banda: Grandes éxitos è un album discografico di raccolta della cantante messicana Thalía, pubblicato nel 2001.

## Tracce
1. Amor a la mexicana – 4:01
2. Piel morena – 4:38
3. Rosalinda – 3:54
4. Quiero hacerte el amor – 3:48
5. Arrasando – 4:00
6. Cuco Peña – 3:51
7. Por amor – 3:55
8. Entre el mar y una estrella – 3:32
9. Maria la del barrio – 3:57
10. Noches sin luna – 3:51
11. La revancha – 4:03
12. Gracias a Dios – 3:47
13. Amor a la mexicana [Emilio Mix] – 4:00
14. Piel morena [Emilio Mix] – 4:43

## Classifiche
| Paese       | Posizione più alta |
| ----------- | ------------------ |
| Stati Uniti | 166                |
| Ungheria    | 17                 |